# 138 v. Chr.
Portal Geschichte | Portal Biografien | Aktuelle Ereignisse | Jahreskalender | Tagesartikel

◄ |
3. Jahrhundert v. Chr. |
2. Jahrhundert v. Chr. |
1. Jahrhundert v. Chr. |
►

◄ | 150er v. Chr. | 140er v. Chr. | 130er v. Chr. | 120er v. Chr. |
110er v. Chr. |
►

◄◄ | ◄ | 141 v. Chr. | 140 v. Chr. | 139 v. Chr. | 138 v. Chr. |
137 v. Chr. |
136 v. Chr. |
135 v. Chr. |
► |
►►
Staatsoberhäupter

## Ereignisse

### Politik und Weltgeschehen
- Attalos III. wird nach dem Tod seines Onkels Attalos II. König von Pergamon. Die antike Überlieferung zeichnet das Bild eines isolierten Einzelgängers, der den Ruf des pergamenischen Königtums durch eine Reihe von Morden an Verwandten und Freunden verdunkelt, die er für den Tod seiner Mutter und seiner Verlobten Berenike verantwortlich macht. Statt sich den Staatsgeschäften zu widmen, beschäftigt er sich mit Landwirtschaft, Gartenbau und Pflanzenzucht, insbesondere von Giftpflanzen und macht Studien über Gift und Gegengifte, die er angeblich auch an Sklaven ausprobiert.
- Antiochos VII., Bruder von Demetrios II., besiegt den Usurpator Diodotos Tryphon und übernimmt die Herrschaft im Seleukidenreich.
- Die Römer erobern Lusitania im Spanischen Krieg.

### Kultur

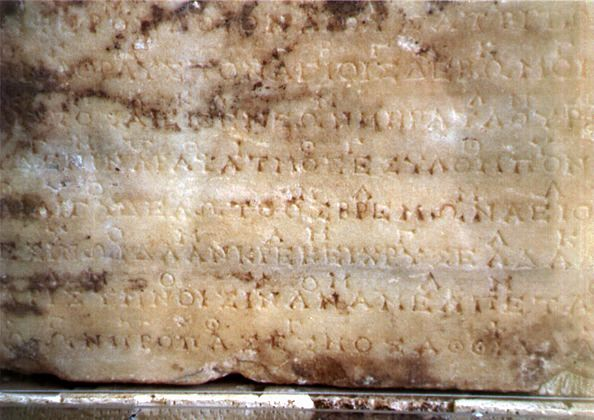
Der erste der beiden Hymnen an Apollo am Athenerschatzhaus in Delphi. Die Notenzeichen stehen über dem Text

- um 138 v. Chr.: Die erste der beiden Delphischen Hymnen wird komponiert.

## Geboren
- um 138 v. Chr.: Lucius Appuleius Saturninus, römischer Politiker († 100 v. Chr.)
- um 138 v. Chr.: Lucius Cornelius Sulla Felix, römischer Staatsmann und Diktator († 78 v. Chr.)

## Gestorben
- Antiochos VI., König des Seleukidenreichs (* um 148 v. Chr.)
- Attalos II., König von Pergamon (* 220 v. Chr.)